# جيم توماس (تنس)
جيم توماس (بالإنجليزية: Jim Thomas)‏ مواليد 24 سبتمبر 1974 في كانتون، أوهايو، الولايات المتحدة، هو لاعب كرة مضرب أمريكي سابق بدأ مسيرته كمحترف سنة 1996 وكان يلعب باليد اليمنى. أعلى تصنيف له في الفردي كان المركز الـ 288 في سنة 1998. أعلى تصنيف له في الزوجي كان المركز الـ 29 في سنة 2006.

## روابط خارجية
- جيم توماس على موقع رابطة محترفي التنس (الإنجليزية)
- جيم توماس على موقع الاتحاد الدولي لكرة المضرب (الإنجليزية)
- جيم توماس على موقع خلاصة التنس.كوم (الإنجليزية)
- جيم توماس على موقع إي إس بي إن.كوم (الإنجليزية)